# Ephippiger cavannai
Ephippiger cavannai is een rechtvleugelig insect uit de familie van de sabelsprinkhanen (Tettigoniidae). De wetenschappelijke naam van deze soort is voor het eerst voorgesteld door Adolfo Targioni-Tozzetti in een publicatie uit 1881.
Deze soort komt voor in Midden- en Zuid-Italië.